# Ghalia Benali
Ghalia Benali – (arab. غالية بن على, ur. 1968 w Brukseli), belgijska piosenkarka pochodzenia tunezyjskiego.
Ghalia urodziła się w 1968 w Belgii. W wieku 3 lat przeniosła się z rodziną na południe Tunezji, gdzie została do 21 roku życia. W 1988 wróciła do Brukseli, aby studiować projektowanie graficzne. Postanowiła tam zostać. Zaczęła grać z Moufadhelem Adhoum.
Zagrała w filmie Miesiąc mężczyzn (2000) tunezyjskiej reżyserki Moufidy Tlatli.

## Dyskografia
- Wild Harissa (2000)
- Al Palna (2008)
- Ghalia Benali Sings Om Kalthoum (2010)